# Suctobelbella moritzi
Suctobelbella moritzi är en kvalsterart som beskrevs av Sandór Mahunka 1987. Suctobelbella moritzi ingår i släktet Suctobelbella och familjen Suctobelbidae. Inga underarter finns listade i Catalogue of Life.